# Państwo dobrobytu
Państwo dobrobytu (również państwo opiekuńcze lub państwo socjalne, ang. welfare state) – koncepcja państwa stawiająca za cel zabezpieczenie obywateli przed ryzykiem wiążącym się z funkcjonowaniem gospodarki rynkowej.
Koncepcja ta powstała pod wpływem tzw. ekonomii dobrobytu, ukształtowana po II wojnie światowej. Była głoszona w szczególności w latach 70.-80. XX wieku. Państwo opiekuńcze to państwo o gospodarce rynkowej z silnym interwencjonizmem państwowym, będącym przeciwieństwem liberalizmu ekonomicznego, ma kłaść szczególny nacisk na rozwiązywanie problemów społecznych.
Popierają ją najczęściej partie socjaldemokratyczne, socjalistyczno-demokratyczne i centrowe.

## Historia

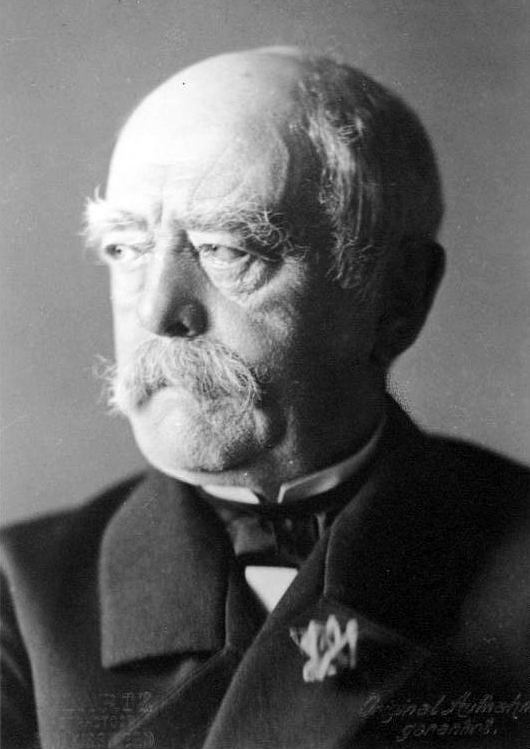
Pierwsze nowoczesne państwo dobrobytu powstało w Cesarstwie Niemieckim za rządów Ottona von Bismarcka.

Pierwsze nowoczesne państwo dobrobytu powstało w Cesarstwie Niemieckim w latach 80. XIX wieku z inicjatywy Ottona von Bismarcka. Wprowadzono wówczas ustawodawstwo socjalne obejmujące m.in. ubezpieczenia pracowników od ryzyka zawodowego. Bismarck poszerzył przywileje klasy junkierskiej na rzecz ogółu społeczeństwa, a swój program określił mianem „praktycznego chrześcijaństwa” (w przesłaniu do Reichstagu z 17 listopada 1881).
Równolegle rozwijały się podobne rozwiązania w innych krajach. W Szwajcarii już w 1877 uchwalono ustawę o fabrykach, która ograniczyła czas pracy oraz przyznała zasiłki macierzyńskie. Szwajcarskie państwo opiekuńcze zaczęło się kształtować pod koniec XIX wieku i rozwijało się w zróżnicowany sposób w zależności od kantonu. Początkowe formy wsparcia obejmowały pomoc doraźną, szkoły podstawowe oraz domy opieki dla dzieci i osób starszych.
W Cesarstwie Austro-Węgierskim system socjalny został rozwinięty przez hrabiego Eduarda von Taaffego, który wzorował się na modelach szwajcarskim i niemieckim. Rezultatem tego była nowelizacja Kodeksu Handlowego z 1885, która wprowadzała przepisy ochrony pracowników, inspirowane wcześniejszymi rozwiązaniami szwajcarskimi i niemieckimi.
Wielki Kryzys lat 30. XX wieku, który spowodował masowe bezrobocie i ubóstwo, przyczynił się do szerszego przyjęcia idei państwa opiekuńczego. Postrzegano je jako „złoty środek” pomiędzy skrajnym komunizmem a nieuregulowanym kapitalizmem leseferystycznym. Po II wojnie światowej niektóre kraje Europy Zachodniej przyjęły kompleksowy model „od kołyski po grób”, oferujący powszechny dostęp do usług socjalnych. Inne, jak Wielka Brytania, Irlandia, Hiszpania czy Francja, zachowały bardziej selektywne formy wsparcia.
Politolożka Eileen McDonagh wskazała, że jednym z istotnych czynników sprzyjających powstaniu państw dobrobytu była tradycja monarchii opartej na strukturze rodzinnej – tzw. patrimonializm, według Maxa Webera. W państwach, gdzie władza królewska postrzegana była jako „rodzicielska opieka nad ludem”, łatwiej było przekształcić ten model w formę przemysłowego państwa opiekuńczego.
Współczesne państwa dobrobytu obejmują zarówno świadczenia pieniężne (np. emerytury, zasiłki dla bezrobotnych), jak i świadczenia rzeczowe (np. opieka zdrowotna, żłobki). Oddziałują one na redystrybucję dobrobytu, poziom autonomii jednostki, a także sposób konsumpcji i organizację czasu życia obywateli.

## Cele państwa socjalnego
Prawodawstwo państwa opiekuńczego ma służyć przede wszystkim zabezpieczeniu przed podstawowym ryzykiem życiowym, wynikającym ze: starości, choroby, niepełnosprawności czy bezrobocia. Stąd powszechny dostęp do państwowego szkolnictwa i opieki zdrowotnej, osłony socjalne w postaci ulg różnego rodzaju, zasiłki dla bezrobotnych, budownictwo komunalne, wyższe emerytury i renty itp. Wydatki socjalne finansowane są wysokimi podatkami. Współcześnie duża część wydatków realizowana jest poprzez finansowanie organizacji pozarządowych.
W analizach porównawczych modeli państwa opiekuńczego rozwinięto rozmaite typologie. Esping-Andersen rozróżnia na przykład trzy typy państwa dobrobytu: reżimy liberalne (np. USA), reżimy konserwatywne (np. Niemcy) oraz reżimy socjaldemokratyczne (np. Szwecja). Kategoryzacja ta bazuje na trzech czynnikach: zależności między państwem a rynkiem w oferowaniu usług społecznych, jakości i rodzaju tych usług oraz oddziaływaniu polityki społecznej na społeczne rozwarstwienie i podział władzy.

## Klasyfikacja rezydualna i instytucjonalna
Harold L. Wilensky i Charles N. Lebeaux w książce pt. Industrial Society and Social Welfare („Społeczeństwo przemysłowe i pomoc socjalna”) przedstawili dwie koncepcje welfare state, które dominują w USA:
- Koncepcja rezydualna polega na tym, że rodzina i rynek w normalnym społeczeństwie zaspokajają potrzeby socjalne ludzi. Czasem pojawia się też trzecia struktura występująca w postaci socjalnej – gdy dwie pierwsze struktury mają problem z funkcjonowaniem, życie rodzinne jest zakłócone, a w gospodarce panuje kryzys. Ta koncepcja była popularna w Stanach Zjednoczonych przed kryzysem w 1929 roku, ponieważ lepiej przystawała do tradycyjnej amerykańskiej idei odpowiedzialności jednostkowej.
- Koncepcja instytucjonalna polega na zaspokojeniu standardowych potrzeb życiowych, np. zdrowotnych. Pomoc socjalna jest normalną i akceptowalną funkcją nowoczesnego społeczeństwa przemysłowego. Przyjęcie pomocy nie może nikogo stygmatyzować, należy pomagać jednostkom w samorealizacji. Socjaldemokratyczne wartości takie jak: bezpieczeństwo, równość, humanitaryzm tworzą pojęcie „klasy nieszczęśliwców”.

W praktyce Stanów Zjednoczonych realizuje się koncepcję pośrednią, ponieważ używane są obydwie koncepcje. Wilensky i Lebeaux nie zgadzają się z twierdzeniem, że umacnianie się drugiej koncepcji podważa indywidualistyczny charakter amerykańskiej struktury społecznej i kultury. Kilka lat później typologię Wilensky’ego i Lebeaux wzbogacił Richard H. Titmuss, dodając do niej przemysłowy model osiągnięciowo-wykonawczy. W modelu tym „potrzeby socjalne zaspokajane są na podstawie merytokratycznej, na podstawie osiągnięć w pracy i wydajności”.

## Klasyfikacja polityczna
- Liberalne państwo opiekuńcze – jego przykładami są USA, Kanada i Australia. W krajach tych pomoc socjalna jest bardzo skromna. Pomoc socjalna otrzymywana jest przez ludzi o niskich dochodach, których jest jednak niewielu. Model ten sprzyja dualizmowi klasowo-politycznemu, jego dekomodyfikacja jest niska.
- Konserwatywne (korporacjonistyczne) państwo opiekuńcze – przykładami są Niemcy, Austria, Francja, Włochy. W tych krajach prawa socjalne nabywało się przez różnice statusowe, co było uwarunkowane dziedzictwem korporacjonistyczno-państwowym oraz spuścizną po feudalizmie. To państwo nadawało te prawa. Na kształtowanie modelu miał wpływ socjalizm oraz Kościół, który podkreślając konieczność zachowania zasady pomocniczości określił rolę państwa jako instytucji pomocniczej[11]. Dekomodyfikacja jest w tym reżymie średnia.
- Socjaldemokratyczne państwo opiekuńcze – w tym państwie dekomodyfikacja jest bardzo wysoka. Tutaj przykładem są kraje skandynawskie, gdzie pomoc socjalną przyjmują nie tylko klasy robotnicze, ale też klasy średnie. W tych krajach odrzucony jest dualizm państwa i rynku. Państwo chce zapewniać jak najwyższe standardy, a nie tylko pomoc najuboższym. Ideałem w tym wzorze jest rozwój niezależności jednostkowej. Państwo swą odpowiedzialnością obejmuje wszystkie osoby w państwie od tych najmłodszych aż po ludzi starszych, biednych, bezrobotnych. Państwo kładzie bardzo duży nacisk na łączenie pomocy socjalnej i pracy. Koszty utrzymywania tego uniwersalistycznego, socjaldemokratycznego i dekomodyfikacyjnego systemu pomocy socjalnej są bardzo wysokie, tak wysokie, że zagrożone akumulacją.

## Klasyfikacja transferowa
James M. Buchanan zbudował typologię welfare state opartą na sposobach dokonywania transferów przez państwo. Wyróżnił on dwa typy państwa:
- Państwo socjalistyczne, bierze na siebie zadanie zapewnienia ludziom dóbr i usług wcześniej przez siebie wyprodukowanych.

- Państwo transferowe, nie dostarcza ludziom dóbr i usług, ale każe płacić jednym podatki, aby następnie oddać je w postaci pomocy socjalnej dla drugich.
  - Państwo opiekuńcze – w którym transfer pomocy socjalnej dokonuje się zgodnie z wyraźnie zdefiniowanymi normatywnymi zasadami ustalonymi w procesie ustawodawczym.
  - Państwo przemiałowe (churning state – określenie Anthony’ego de Jasaya) – siła przetargowa rozmaitych interesów decyduje od kogo i w jakiej wysokości bierze się podatki, a następnie komu się je transferuje, stąd określenie „społeczeństwo przemiałowe”.

## Wpływ opieki społecznej na ubóstwo

Wydatki socjalne w państwach OECD w 2019

Badania wykazały, że w państwach opiekuńczych poziom ubóstwa zmniejsza się po wdrożeniu programów socjalnych. Dowody empiryczne wskazują, że podatki i transfery w znacznym stopniu redukują ubóstwo w większości krajów, w których wydatki socjalne stanowią co najmniej jedną piątą PKB. W 2013 Organizacja Współpracy Gospodarczej i Rozwoju (OECD) stwierdziła, że wydatki socjalne odgrywają kluczową rolę w ograniczaniu narastającej na świecie nierówności majątkowej
Jednocześnie relacja między polityką socjalną a ubóstwem zależy od wielu czynników zewnętrznych, takich jak społeczne uwarunkowania ubóstwa, typ reżimu opieki społecznej, a także stopień systemowych uprzedzeń społecznych, ekonomicznych i politycznych wobec osób żyjących w ubóstwie¹⁰. Dlatego, chociaż porównania między różnymi państwami opiekuńczymi wskazują na ogólnie pozytywny wpływ (tj. ograniczenie ubóstwa), konieczne jest uważne uwzględnianie różnic między systemami, aby właściwie ocenić skuteczność przyjętych polityk społecznych.

### Badania empiryczne
Pomiar ilościowy wpływu programów socjalnych na ubóstwo daje zróżnicowane wyniki, zależne od metodologii badawczej oraz dostępności danych. Wiele badań skupia się na ogólnym wpływie systemów podatkowych i transferów na ubóstwo względne, ponieważ analiza szczegółowa wymaga znacznych zasobów wysokiej jakości danych oraz zaawansowanych metod szacunkowych. Poniżej przedstawiono wybrane, istotne badania, które ukazują złożoność mechanizmów, za pomocą których państwo opiekuńcze może ograniczać ubóstwo.

#### Smeeding – „Poor People in Rich Nations” (2006)
Timothy Smeeding, korzystając z danych z Luxembourg Income Study, analizował skuteczność polityki przeciwdziałania ubóstwu w krajach rozwiniętych. Dane pochodziły z 2000, z wyjątkiem Wielkiej Brytanii i Holandii, dla których użyto danych z 1999. Badanie wykazało, że transfery po opodatkowaniu istotnie obniżają poziom ubóstwa względnego i absolutnego we wszystkich badanych państwach, choć ze znaczną zmiennością między krajami.

#### Kenworthy (1999) i Bradley i in. (2003)
Dwa badania porównawcze analizowały poziom ubóstwa przed i po wdrożeniu programów socjalnych w różnych krajach. Bazując na danych z Luxembourg Income Study, Kenworthy oraz zespół Bradley’ego mierzyli poziom ubóstwa zarówno w kategoriach względnych (zgodnie z definicją rządową danego państwa), jak i bezwzględnych (przyjęto próg ubóstwa jako 40% mediany dochodu w USA). Kenworthy dodatkowo skorygował wyniki o zmienne makroekonomiczne, wykazując, że wzrost gospodarczy nie miał istotnego wpływu na zmniejszenie ubóstwa.
Okresy objęte badaniami to lata 1960–1991 (Kenworthy) oraz 1970–1997 (Bradley i in.) – a więc czas wdrażania kluczowych programów socjalnych, takich jak amerykańska „wojna z ubóstwem”. Oba badania wykazały, że w okresach intensywnego rozwoju polityki socjalnej poziom ubóstwa uległ znacznemu obniżeniu.

#### Korpi i Palme – „Paradoks redystrybucji” (1998)
W przełomowym badaniu z 1998 roku „Paradoks redystrybucji i strategie równości” Walter Korpi i Joakim Palme zaprojektowali model służący ocenie efektywności redystrybucyjnej różnych typów polityki socjalnej – zarówno ukierunkowanej (targetowanej), jak i uniwersalnej¹³. Korzystając z danych z 18 krajów OECD oraz Luxembourg Income Study, autorzy stworzyli typologię pięciu „idealnych” instytucji ubezpieczeń społecznych jako punkt odniesienia do analizy skuteczności różnych systemów opieki społecznej.
Korpi i Palme zwrócili uwagę na złożoność struktur instytucjonalnych, podkreślając, że państwa opiekuńcze często łączą różne typy systemów socjalnych w ramach jednego programu. Jednocześnie argumentowali, że każdy typ instytucjonalny wpływa na proces redystrybucji poprzez różne relacje między rynkiem a polityką. Przykładowo, system targetowany przypomina strategię „Robin Hooda”, natomiast model podstawowego zabezpieczenia społecznego odzwierciedla „prostą strategię egalitarną”.
Analizując efektywność tych modeli, badacze doszli do wniosku, że systemy oferujące świadczenia uzależnione od wcześniejszych zarobków (np. prywatne emerytury) mają większy potencjał redystrybucyjny niż systemy oparte na stałej stawce (jednakowej dla wszystkich) czy też na kryteriach dochodowych (targetowane). Ten wynik podważa powszechne założenie, że im hojniejszy system socjalny, tym skuteczniejszy w walce z nierównościami i ubóstwem. Autorzy wskazali trzy czynniki, które tradycyjnie były pomijane:
1. Rozmiar budżetu redystrybucyjnego – czyli skala środków przeznaczonych na politykę społeczną – nie jest wartością stałą i zależy od przyjętego modelu instytucjonalnego.
2. Istnieje kompromis między precyzyjnym ukierunkowaniem świadczeń na osoby najuboższe a wielkością budżetu redystrybucyjnego.

1. Mechanizmy rynkowej dystrybucji (czyli przeciwieństwo odtowarowienia usług socjalnych) generują większe nierówności niż programy oparte na świadczeniach powiązanych z zarobkami – między innymi dlatego, że nie wszyscy są w stanie (lub chcą) uczestniczyć w rynku ubezpieczeń dochodowych, co pogłębia stratyfikację społeczną[24].

Wnioski te doprowadziły do sformułowania tzw. paradoksu redystrybucji:

Im bardziej koncentrujemy świadczenia wyłącznie na osobach ubogich i im bardziej staramy się realizować równość poprzez równe transfery publiczne, tym mniejsze prawdopodobieństwo skutecznej redukcji ubóstwa i nierówności. (...) Jeśli próbujemy wygrać wojnę z ubóstwem poprzez ściśle ukierunkowane, efektywne świadczenia dla najuboższych, możemy wygrać niektóre bitwy, ale prawdopodobnie przegramy całą wojnę. Uniwersalizm sam w sobie nie wystarcza – musi być połączony ze strategią równości, która bardziej przypomina nauki św. Mateusza niż działania Robin Hooda z lasu Sherwood

## Wpływ wydatków socjalnych na wzrost gospodarczy, dług publiczny i edukację
Badacze stwierdzili, że istnieje bardzo niewielka korelacja między wydatkami socjalnymi a wynikami gospodarczymi. Nie znaleziono również istotnych dowodów na to, by wydatki socjalne powodowały spadek produktywności. Ekonomista Peter Lindert z Uniwersytetu Kalifornijskiego w Davis tłumaczył to innowacjami politycznymi, takimi jak wdrażanie „prorozwojowej” polityki podatkowej w realnych państwach opiekuńczych.
Wydatki socjalne nie przyczyniły się również w istotny sposób do wzrostu długu publicznego. Martin Eiermann pisał:

Z danych OECD wynika, że wydatki socjalne w 34 krajach członkowskich tej organizacji rosły systematycznie w latach 1980–2007, ale niemal w całości zostały zrównoważone przez wzrost PKB. Więcej środków przeznaczano na cele socjalne, ponieważ więcej pieniędzy krążyło w gospodarce, a dochody państw wzrastały. W 1980 roku średni poziom wydatków socjalnych w krajach OECD wynosił 16% PKB. W 2007 roku – tuż przed wybuchem globalnego kryzysu finansowego – wzrósł do 19%, co stanowiło wzrost możliwy do udźwignięcia.

Jedno z norweskich badań obejmujące lata 1980–2003 wykazało ujemną korelację między wydatkami państwa opiekuńczego a osiągnięciami uczniów. Jednakże wiele z państw OECD, które osiągnęły najwyższe wyniki w badaniu PISA z 2009 roku, to właśnie kraje określane jako państwa opiekuńcze.
Ekonomista Sławomir Czech zauważa, że wysokie wydatki socjalne nie muszą stanowić przeszkody dla wzrostu gospodarczego – przeciwnie, mogą go wspierać poprzez wzmacnianie stabilności społecznej, inwestycje w kapitał ludzki oraz poprawę jakości życia. W krajach OECD zaobserwowano, że sprawnie funkcjonujące systemy redystrybucji i zabezpieczenia społecznego sprzyjają wzrostowi innowacyjności i produktywności, nie generując przy tym nadmiernego obciążenia dla finansów publicznych.
Czech podkreśla również, że państwa dobrobytu skutecznie dostosowały się do wymogów globalnej konkurencji, wdrażając reformy prorozwojowe i zachowując wysoką efektywność administracyjną. Dzięki temu udało się im utrzymać zarówno rozbudowane usługi publiczne, jak i stabilność makroekonomiczną.
Podobne wnioski formułuje Ryszard Kowalski, który kwestionuje tezę o rzekomej sprzeczności między wydatkami socjalnymi a wzrostem PKB. Wskazuje on, że dane ekonometryczne nie potwierdzają przewagi niskich wydatków socjalnych w tym zakresie, a nierówności dochodowe mogą ograniczać mobilność międzypokoleniową.

## Krytyka
Idea państwa opiekuńczego ma wielu krytyków. Lewicowi krytycy akcentują klasowy charakter państwa, istnienie obok państwowej i społecznej, również prywatnej własności środków produkcji oraz istnienie rynku i brak planowości w sferze ekonomicznej. Według Leszka Balcerowicza państwo tworzy klientów systemów społecznych na czym traci najbardziej młodzież i kobiety. Mart Laar uważa, że model ten uzależnia od siebie ludzi[potrzebne źródło].
Podobne zastrzeżenia zawarte są w encyklice Centesimus annus: „Interweniując bezpośrednio i pozbawiając społeczeństwo odpowiedzialności, Państwo opiekuńcze powoduje utratę ludzkich energii i przesadny wzrost publicznych struktur, w których – przy ogromnych kosztach – raczej dominuje logika biurokratyczna, aniżeli troska o to, by służyć korzystającym z nich ludziom.

## Literatura
- G. Esping-Andersen: Trzy światy kapitalistycznego państwa dobrobytu. Warszawa 2010.
- N. Luhmann: Teoria polityczna państwa bezpieczeństwa socjalnego. Warszawa 1994
- S. Zawadzki: Państwo o orientacji społecznej: geneza-doświadczenia-perspektywy. Warszawa 1996.
- Theresa Kulawik: Wohlfahrtsstaaten und Geschlechterregime im internationalen Vergleich. http://archive.is/lzKXz
- Mechthild Veil: Wohlfahrtsstaatliche Konzepte, Kinderbetreuungskulturen und Geschlechterarrangements in Europa. http://archive.is/zkIog